# Koepelkerk (Veenhuizen)
De Koepelkerk is een kerkgebouw in het Nederlandse dorp Veenhuizen in Drenthe.

## Geschiedenis
De kerk werd in 1825/1826 gebouwd als waterstaatskerk, naar voorbeeld van de Koepelkerk in het nabijgelegen Smilde. De kerk was bestemd voor de Hervormde bewoners van de kolonie van de Maatschappij van Weldadigheid in Veenhuizen, zij kerkten voorheen in Norg. Boven de hoofdentree is een gevelsteen aangebracht met de tekst "Op den 7e juli 1825 is door de Welgeboren Vrouwe Rudolphina Wilhelmina van den Bosch geboren de Sturler aan dit gebouw de eerste steen gelegd". Het gebouw werd ingewijd op 25 juni 1826.
De kerk heeft achtkantige koepel en kreeg haar klok pas in 1946. In 1960/1961 en in 2004 werd de kerk gerestaureerd. Sinds 2001 is het eigendom van de Rijksvastgoedbedrijf, tot 2014 de Rijksgebouwendienst. De kerk is een rijksmonument. Het gebouw is nog steeds als kerk in gebruik, naast bewoners van Veenhuizen bezoeken gedetineerden uit de plaatselijke gevangenis de diensten.
In de kerk bevindt zich een orgel dat in 1821 werd gemaakt door J.A. Hillebrand voor de Hervormde kerk van Akkrum. In 1856 werd het orgel overgeplaatst naar de Koepelkerk.